# Dinamismo di un calciatore
Dinamismo di un calciatore, noto anche come Dinamismo di un footballer, è un dipinto a olio su tela di Umberto Boccioni, realizzato nel 1913 e conservato al Museum of Modern Art di New York.

## Storia
Relativi all'opera fanno parte alcuni disegni preparatori effettuati nel 1913, tra cui lavature d'inchiostro, carboncini, guazzi e acquerelli, facenti parte della Collezione Mattioli e della Raccolta Bertarelli e che, grazie alla donazione di Ausonio Canavese, sono attualmente esposti al Gabinetto dei disegni di Milano.
Il dipinto fu esposto per la prima volta nel 1913 in una mostra collettiva tenutasi al Teatro Costanzi di Roma, insieme ad altre opere dell'artista come l'Antigrazioso, l'Elasticità e Materia.
Successivamente fu tenuto tra Roma e Milano dallo scrittore Filippo Tommaso Marinetti, che l'aveva probabilmente acquistato, fino al 1944, anno della sua morte. Esso quindi passò nelle mani di sua moglie Benedetta Cappa, la quale, probabilmente ereditandolo dal defunto marito, lo tenne a Roma fino al 1954, anno in cui Harriet e Sidney Janis lo acquistarono e lo portarono a New York. A essi era giunto dalla Svizzera probabilmente tramite lo scultore surrealista Alberto Giacometti, che a Milano aveva avuto contatti diretti con i Boccioni. Nel 1967 l'opera fu donata al MoMA, dove fu esposta a partire dall'anno successivo.

## Descrizione
L'opera raffigura un calciatore che si smaterializza in un'atmosfera luminosa e guizzante, tranne per il polpaccio, che è nitidamente scolpito al centro. L'artista si rifà ad alcuni principi che ha articolato, insieme a Carlo Carrà, Luigi Russolo, Giacomo Balla e Gino Severini, nel Manifesto tecnico della pittura futurista del 1910: